# 岩塚製菓
岩塚製菓株式会社（いわつかせいか 英: IWATSUKA CONFECTIONERY CO.,LTD.）は、新潟県長岡市に本社を置く米菓の製造企業。創業者の言葉に「農産物の加工品は原料より良いものはできない」があり、国産米100％使用にこだわっている。

## 概要
1947年（昭和22年）に、新潟県三島郡岩塚村（現在の長岡市）に「岩塚農産加工場」として創業された。創業当時は水飴、澱粉、カラメル等を製造していた。1959年（昭和34年）に、最初の米菓「苑月焼」の製造販売を開始する。1983年（昭和58年）の台湾の宜蘭食品工業との提携を契機に海外進出が加速する。2019年度の売上高は、亀田製菓、三幸製菓に次ぎ、米菓業界第3位。主な取引先は、丸紅、三菱食品、高山。国産米100%の米菓のPRのために「にっぽん米米菓売り場」を全国で展開している。

## 中国旺旺との関係
1983年に創業者の一人である槇計作が、台湾旺旺に米菓製造の技術指導をした経緯から、中国旺旺（ワンワンチャイナ）の5％の株を持つ大株主である。所有する中国旺旺株の貸借対照表計上額は2020年3月末現在480億円を超え、岩塚製菓自身の株式時価総額の倍以上にのぼる。また、2022年度の中国旺旺からの受取配当金は42億8800万円と営業利益をはるかに超え、経常利益の大部分を占める。純資産額は旺旺の株価および為替の影響を受けるため、年度ごとに大きく変動する。1990年頃から、技能実習生として中国旺旺の従業員を受け入れている。

### 連結経営指標と受取配当金の推移
| 決算期    | 売上高 （百万円） | 営業利益 （百万円） | 受取配当金 （百万円） | 経常利益 （百万円） | 純資産額 （百万円） |
| --------- | ----------------- | ------------------- | --------------------- | ------------------- | ------------------- |
| 2012年3月 | 21,547            | -                   | -                     | 599                 | 45,703              |
| 2013年3月 | 20,586            | -                   | -                     | 1,338               | 67,336              |
| 2014年3月 | 21,044            | -                   | -                     | 2,404               | 72,374              |
| 2015年3月 | 22,014            | 458                 | 2,185                 | 2,886               | 66,693              |
| 2016年3月 | 22,378            | 391                 | 1,358                 | 1,684               | 49,920              |
| 2017年3月 | 23,025            | 374                 | 1,190                 | 1,682               | 48,201              |
| 2018年3月 | 23,792            | 66                  | 1,450                 | 1,563               | 52,263              |
| 2019年3月 | 22,977            | 8                   | 1,799                 | 1,884               | 56,322              |
| 2020年3月 | 22,840            | 173                 | 2,280                 | 2,553               | 52,271              |
| 2021年3月 | 22,167            | 181                 | 2,627                 | 2,938               | 56,054              |
| 2022年3月 | 18,043            | △326                | 1,556                 | 1,412               | 69,689              |
| 2023年3月 | 20,386            | △213                | 5,220                 | 5,454               | 62,061              |

岩塚製菓はさらに中国旺旺の兄弟会社である神旺控股有限公司（San Want Holdings Ltd.）の株も5%保有している。旺旺グループは食品加工のほか、多岐にわたる事業を中国本土及び台湾で行っているが、神旺控股有限公司は農業、不動産、外食産業、ホテル、医療、マスメディアなど、食品加工以外の事業を担当している。こちらは未上場である。
岩塚製菓と中国旺旺は合弁で旺旺・ジャパン株式会社を設立し、中国で生産された菓子の輸入販売を行っている。また、旺旺上海本部には、槇計作元社長の銅像が置かれており「旺旺の父」とされている。

## 配当性向の推移
| 決算期    | １株当たり配当額 （円） | １株当たり当期純利益 （円） | 配当性向 （%） | 自己資本比率 （%） |
| --------- | ----------------------- | --------------------------- | -------------- | ------------------ |
| 2012年3月 | 13                      | 6.66                        | 195.2          | 63.4               |
| 2013年3月 | 13                      | 130.35                      | 10.0           | 65.0               |
| 2014年3月 | 18                      | 243.25                      | 7.4            | 66.0               |
| 2015年3月 | 18                      | 290.23                      | 6.2            | 69.6               |
| 2016年3月 | 18                      | 20.83                       | 86.4           | 72.5               |
| 2017年3月 | 18                      | 203.82                      | 8.8            | 72.8               |
| 2018年3月 | 20                      | 172.08                      | 11.6           | 73.2               |
| 2019年3月 | 22                      | 226.50                      | 9.7            | 73.7               |
| 2020年3月 | 26                      | 316.01                      | 8.2            | 74.6               |
| 2021年3月 | 30                      | 357.92                      | 8.5            | 73.4               |
| 2022年3月 | 32                      | 147.76                      | 19.0           | 72.4               |
| 2023年3月 | 37                      | 708.51                      | 5.3            | 74.3               |

## 主な製品
- 煎餅 - 黒豆せんべい、黒豆せんべい醤油、味しらべ、新潟ぬれせんべい、 もち麦とごませんべい、小魚アーモンド、きなこ餅、バター餅、お子様せんべい
- あられ・おかき - 田舎のおかき、黄金揚げもち、大袖振豆もち[注釈 11]、新潟ぬれおかき、マカダミアナッツおかき、桜えびかきもち、バンザイ山椒[注釈 12][注釈 13]
- 揚げ米菓 - ふわっとやわらかえび味、ふわっと枝豆味、えび黒こしょう、えびカリ、しっとり揚げちゃいました、こんがり焼いちゃいました

※太字は主力製品

### 製品の特色
煎餅というとパリっと硬いイメージがするが、岩塚製菓は比較的やわらかいソフトな食感を持つ商品に強い。公式ウェブサイトでは「スッととけるような口どけ、サクッとした食感」と表現されている。原料にこだわりがあり、米菓大手の中で全商品に国産米を100％使用している企業は岩塚製菓、もち吉、丸彦製菓の3社だけである。
個包装の煎餅を販売した先駆けでもある。環境省が推進するプラスチック・スマートキャンペーンに参加しており、2020年9月にはプラスチック等の包材を約3割削減した商品を発売した。

## 沿革
- 1947年（昭和22年）- 平石金次郎、槇計作が共同で新潟県三島郡岩塚村大字飯塚十楽寺(現在の長岡市飯塚)[注釈 14] において岩塚農産加工場を創立。
- 1954年（昭和29年）4月 - 組織を株式会社化し、「株式会社岩塚農産加工場」とする。
- 1959年（昭和34年） - 最初の米菓「苑月焼」を製造販売[8]。
- 1960年（昭和35年）11月 - 商号を現在の「岩塚製菓株式会社」とする。
- 1961年（昭和36年）5月 - 東京営業所開設。
- 1963年（昭和38年）1月 - 旧岩塚中学校跡地および建物を取得し、本社工場とする。
- 1964年（昭和39年）3月 - 大阪営業所開設。
- 1966年（昭和41年）- 「お子様せんべい」発売[8]。
- 1972年（昭和47年）8月 - 中沢工場建設。
- 1976年（昭和51年）- 「味しらべ」発売[29]。
- 1980年（昭和55年）10月 - 沢下条東工場(沢下条第二工場)建設。
- 1981年（昭和56年）9月 - 沢下条西工場(沢下条第三工場)建設。
- 1983年（昭和58年）1月 - 台湾の宜蘭食品工業股份有限公司（現在の旺旺集団）と提携[8]。
- 1989年（平成元年）10月 - 日本証券業協会（現在のJASDAQ）に店頭銘柄として登録、株式公開。
- 1990年（平成2年）11月 - 北海道に千歳工場を建設。
- 1994年（平成6年）2月 - 沢下条中央棟(沢下条第一工場)建設。
- 1997年（平成9年）11月 - 沢下条第四工場建設。
- 2004年（平成16年） 
  - 1月 - 長岡市南陽に長岡工場取得。
  - 12月 - ジャスダック証券取引所に株式を上場。
- 2005年（平成17年）
  - 本社所在地を新潟県長岡市浦に移転。
  - 11月 - 飯塚新工場建設。
- 2007年（平成19年）11月 - 旧飯塚工場(旧本社工場)閉鎖。
- 2018年（平成30年）
  - 千歳工場を北海道工場に呼称変更。
  - 11月 - 北米市場に向けた事業展開を図ることを目的に「IWATSUKA USA Inc.」を100％出資により設立。
- 2020年（令和2年）12月 - 大雪による関越自動車道通行止めの際、配送ドライバーが周囲の車両に輸送中の煎餅を配りSNSで話題となった[30]。
- 2021年（令和3年）
  - 1月 - 長岡新工場竣工。
  - 3月1日 - 本社を新潟県長岡市飯塚2958に移転[31][32]。
  - 3月 - BEIKA Lab操業開始。
  - 3月 - 中沢工場閉鎖。長岡新工場に集約。
- 2022年（令和4年）4月4日 - ジャスダックよりスタンダード市場へ市場変更[33]。

## 歴代社長
- 平石金次郎（初代社長：1954年4月-1975年4月） - 共同創業者 [注釈 15]。
- 槇計作（2代社長：1975年5月-1986年11月） - 共同創業者。
- 丸山智（3代社長：1986年12月-1998年5月） - 生え抜きの社員として創業時に入社した[2]。
- 槇春夫（4代社長：1998年6月-2023年6月28日） - 槇計作の三男[注釈 16]。
- 槇大介（5代社長：2023年6月29日-現在） - 槇春夫の長男[2]。

## 事業所

### 本社
- 本社（新潟県長岡市飯塚2958）

### 工場
- 沢下条（第1、第2、第3、第4）工場（新潟県長岡市沢下条丙916-19） - 従業員：443人、臨時従業員：9人。
- BEIKA Lab（新潟県長岡市沢下条丙）[34] - 従業員：29人。R&D・Mセンターを併設し、生産しながら商品開発を行う工場。
- 飯塚工場（新潟県長岡市飯塚2958） - 従業員：54人、里山元気ファーム岩塚直売店併設[35][36]。
- 長岡工場（新潟県長岡市南陽1丁目1027-4） - 従業員：79人、臨時従業員：2人、新潟味のれん本舗が所在。
- 北海道工場（北海道千歳市泉沢1007-117） - 従業員：34人、臨時従業員：1人。

### 支店
北海道支店、東北支店、信越支店、東京東支店、東京西支店、広域第一支店、広域第二支店、中部支店、関西支店、中四国支店、九州支店

### 営業所
北海道営業所、盛岡営業所、仙台営業所、新潟営業所、松本営業所、東京東第一営業所、東京東第二営業所、千葉営業所、東京西第一営業所、東京西第二営業所、横浜営業所、名古屋第一営業所、名古屋第二営業所、金沢営業所、大阪第一営業所、大阪第二営業所、中四国第一営業所、中四国第二営業所、福岡営業所

### 直営店
- グループ直営小売店「LACOTE Iwatuka」（長岡駅駅ビル「CoCoLo長岡」内）[37]

## グループ会社

### 子会社
- 株式会社瑞花（新潟県長岡市南陽1丁目1027-4） - 贈答用高級米菓ブランド「瑞花」の製造販売。1985年に100%出資による完全子会社化。
- 株式会社新潟味のれん本舗（新潟県長岡市南陽1丁目1027-4）
- 里山元気ファーム株式会社[35][36] - 2009年設立
  - 岩塚直売店（新潟県長岡市飯塚2969）
  - 中沢直売店（新潟県長岡市越路中沢1065-1）
  - 越路ていしゃば交流施設「ここらて」直売店 （新潟県長岡市来迎寺甲2602-2）
  - 米の辻 世田谷直売所（東京都世田谷区船橋1-9-10）
- 株式会社田辺菓子舗（新潟県加茂市若宮町1丁目5-1）
- IWATSUKA USA Inc. （2101 Fourth Avenue,Suite 1170 Seattle,WA98121 U.S.A.）[38]

### 関連会社
- 旺旺（ワンワン）・ジャパン株式会社（東京都台東区上野1丁目20番10号上野凮月堂本店ビル8F） - 中国旺旺が60％、岩塚製菓が40％出資する合弁会社[39]。

## 広報活動
- 西山茉希 - 特命コラボアドバイザー[40]。
- 長岡まつり - 大花火大会では毎年、超大型ワイドスターマイン『ふるさとの四季』へのスポンサーとなっている。
- 文化放送時報 - 毎週土曜 15:00に時報CMが放送されており、時報音はお煎餅をかじる効果音が使用されている。
- 笑点デラックス - スポンサー。BS日テレで放送されていた。

## 社会貢献
- 2011年3月に発生した東日本大震災の復興支援プロジェクト「明日へつなごうプロジェクト」を行っている。新潟県長岡市に福島県南相馬市からの避難者が多かったことから南相馬市を中心に義援金、支援交流活動を続けている。
- 2016年4月に発生した熊本地震への復興を支援するため、熊本県産もち米を使用した商品を、「くまモン」をデザインしたパッケージで発売した。
- 2020年12月の大雪により17日から19日にかけて発生した関越自動車道通行止めの際、配送ドライバーが周囲の車両に輸送中の商品である岩塚製菓の煎餅を食料代わりにと配っていたことがネットで話題となった[30]。

## テレビ番組
- 日経スペシャル カンブリア宮殿 米所・新潟のせんべい集団！執念のモノづくりに迫る（2023年2月16日、テレビ東京）- 岩塚製菓 社長 槇春夫出演[41][42]。